# 戸来 (辰韓)
戸来（こらい、호래、生没年不詳）は、辰韓で労役していた中国漢出身の労役集団の頭目。戸来は、もとは漢人であったが、中国の燕または斉から朝鮮に来たと推測されている。
『魏志』韓伝によると、後漢の桓帝・霊帝末期、韓・濊が強盛となり、楽浪郡の漢人が韓・濊に移住していた。戸来は、仲間1500人とともに採木に従事していたところ、韓の襲撃を受け、捕虜となった。辰韓ではある地域の首長層の管理下に木材の伐採・製炭・運搬がおこなわれ、鉄鉱石の採掘・運搬、製鍛・鍛冶生産がおこなわれていた。戸来は、楽浪郡系の漢人の技術を利用した鉄の生産・流通に従事する専業集団の頭目とみられる。
新の王莽の時代、廉斯鑡が楽浪郡へ降伏する途中、材木の伐採作業を強いられる漢人の捕虜1500人に出会い、彼らを救出する。廉斯は辰韓の一地域と見なされており、廉斯鑡はその支配者とみられる。廉斯鑡の働きかけで、漢人を使役していた辰韓の首長は解放の際に賠償として楽浪郡に1万5000人と「弁韓の布」を提出し、廉斯鑡は楽浪郡から衣冠・田宅を賜った。